# Ammothea antipodensis
Ammothea antipodensis är en havsspindelart som beskrevs av Clark, W.C. 1972. Ammothea antipodensis ingår i släktet Ammothea och familjen Ammotheidae. Inga underarter finns listade i Catalogue of Life.